# Esphyr Slobodkina
Esphyr Slobodkina (russisch Эсфирь Соломоновна Слободкина; * 22. September 1908 in Tscheljabinsk, Russland; † 21. Juli 2002 in Glen Head, New York, USA) war eine russisch-amerikanische Künstlerin und Kinderbuchautorin, die als Pionierin der abstrakten Kunst in den USA gilt. Ihr jahrzehntelanges Werk entwickelte sich von impressionistischen Anfängen zu einer streng geometrischen Abstraktion.

## Leben
Esphyr Slobodkina wurde in Tscheljabinsk, Russland, geboren. Nach der russischen Revolution emigrierte sie mit ihrer Familie nach Harbin in der Mandschurei (China), wo sie unter der Leitung des impressionistischen Malers Pavel Goost Kunst und Architektur studierte. 1928 emigrierte sie in die USA und schrieb sich an der National Academy of Design in New York ein. Dort empfand sie die konservativen Lehrmethoden als einengend, fand aber Gefallen am Kompositionskurs von Arthur Sinclair Covey. Ihre Arbeit Autumnal Procession in Ancient Russia (1929–1931) zeigt erste Tendenzen zur Abstraktion.
1931 lernte Esphyr Slobodkina den Künstler Ilya Bolotovsky kennen, der sie mit den Ideen der europäischen Moderne vertraut machte. Sie heiraten 1933, trennen sich jedoch 1936. In dieser Zeit entwickelt sich ihr Stil von postimpressionistischen und kubistischen Einflüssen hin zur reinen Abstraktion. 1936 war sie Mitbegründerin der American Abstract Artists (AAA), einer Gruppe zur Förderung der abstrakten Kunst in New York. In den 1940er Jahren etablierte sich Esphyr Slobodkina als abstrakte Malerin. Sie war aktives Mitglied der AAA, deren Schatzmeisterin sie 1944 wurde und deren Sekretärin sie von 1945 bis 1960 war. 1942 organisierte A.E. Gallatin ihre erste große Einzelausstellung im Museum of Living Art.
Esphyr Slobodkina lehnte den abstrakten Expressionismus ab und bevorzugte eine geometrische Bildsprache. Sie lebte in Great Neck, Long Island, wo sie in ihrem Atelier großformatige Werke schuf. In den 1950er Jahren nahm sie mehrmals an den Jahresausstellungen des Whitney Museums teil. Ihr Werk blieb in den 1960er Jahren geometrisch-abstrakt, zeigte aber weiterhin kubistische Einflüsse. Im Gegensatz zu den Künstlern der Hard-Edge-Malerei und der Minimal Art arbeitete sie weiterhin unabhängig. Ihr Gemälde Triptych in Old Rose (1964) zeigt die Verschmelzung sich überlagernder Formen mit einer eigenwilligen Farb- und Formensprache.
In den 1970er Jahren erlitt Esphyr Slobodkina zahlreiche persönliche Verluste, darunter den Tod ihres zweiten Ehemannes William Urquhart (1963). Um ihre Trauer zu verarbeiten, begann sie 1970 mit dem Schreiben ihrer 1100 Seiten umfassenden Autobiografie Notes for a Biographer. 1978 zog sie nach Hallandale, Florida und hatte 1979 eine Einzelausstellung im Hollywood Art Museum. In den 1980er Jahren wurde ihr Werk wiederentdeckt. Ihre Gemälde aus den 1930er und 1940er Jahren wurden in mehreren Ausstellungen gezeigt, unter anderem 1980 und 1982 in der Sid Deutsch Gallery in New York. 1983 wurden ihre Arbeiten Construction No. 3 (1935) und Ancient Sea Song (1943) in der Ausstellung Abstract Painting and Sculpture in America, 1927–1944 im Carnegie Institute und 1984 im Whitney Museum gezeigt.
1991 zog Slobodkina nach West Hartford, Connecticut, um den von ihr entworfenen Slobodkina/Urquhart Children’s Reading Room an der University of Hartford zu leiten. Sie gestaltete das Interieur mit 26 Collagen, die auf ihrem Kinderbuch Mary and the Poodies basieren. 1999 gründete sie die Slobodkina Foundation in Glen Head, New York. In den 1990er Jahren experimentierte sie mit neuen Medien und schuf Assemblagen aus Computerschrott. Esphyr Slobodkina arbeitete bis kurz vor ihrem Tod am 22. Juli 2002 an ihren Werken.

## Werk
In den 1930er Jahren entwickelte Esphyr Slobodkina ihre charakteristische Malmethode, die sich durch einen abgeflachten, abstrakten Stil auszeichnet. In ihrem malerischen Œuvre integriert sie Linien, schwebende oder ineinandergreifende Formen. In den späten 1930er und 1940er Jahren bediente sich die Künstlerin unterschiedlicher Techniken und Materialien, darunter Collagen und Konstruktionen, bei denen sie Farbe, Holz, Plastik und Metall mit Alltagsgegenständen wie Teilen von Schreibmaschinen und Computern kombinierte. Im Jahr 1943 wurde Esphyr Slobodkina in Peggy Guggenheims Ausstellung Exhibition by 31 Women in der Galerie Art of This Century in New York präsentiert. 
Esphyr Slobodkina war nicht nur als bildende Künstlerin tätig, sondern auch als Autorin und Illustratorin von Kinderbüchern. Ihr Werk umfasst 24 Veröffentlichungen, darunter der 1940 erschienene Klassiker der Kinderliteratur Caps for Sale, der über zwei Millionen Mal verkauft und in mehr als ein Dutzend Sprachen übersetzt wurde. Für ihr Werk wurde sie 1958 mit dem Lewis Carroll Shelf Award ausgezeichnet.